# Love Me Like You
Love Me Like You è un singolo del gruppo musicale britannico Little Mix, pubblicato il 25 settembre 2015 come secondo estratto dal terzo album in studio Get Weird.

## Contesto e pubblicazione
Love Me Like You è stato pubblicato come singolo nel Regno Unito, in Irlanda, Australia e in Nuova Zelanda, ma disponibile per l'acquisto come una traccia album in tutto il resto del mondo. È stato messo in vendita su Air e, sebbene non abbia raggiunto la cima delle classifiche, ha raggiunto la top 10 delle vendite. Si sono esibite a The X Factor e al BBC Radio 1 Teen Choice Awards con la coreografia basata dal video, e si esibiranno al Royal Variety Show a novembre.

## Video musicale
Il videoclip è stato girato a Los Angeles, insieme a quello di Black Magic. Nel video si vedono le ragazze che vengono invitate da un ragazzo per il ballo studentesco. Jade mentre stavano facendo un giro in auto, Leigh-Anne in un parco, e Perrie quando cade dalla sua bici perché lo vede a torso nudo mentre si allenava, e David Jr l'aiuta ad alzarsi. Tuttavia, lui arriva al ballo con un'altra ragazza, lasciando le ragazze in balia di loro stesse. 
Attualmente il video pubblicato su Youtube conta più di 230.000.000 di visualizzazioni.

## Tracce
Download digitale
1. Love Me Like You – 3:17

Download digitale – The Collection
1. Love Me Like You (Christmas Mix) – 3:29
2. Lightning – 5:09
3. Love Me Like You (J-Vibe Reggae Remix) – 3:04
4. Love Me Like You (Bimbo Jones Remix) – 3:07
5. Love Me Like You (7th Heaven Remix) – 3:10
6. Love Me Like You (Exclusive Interview) – 3:16
7. Love Me Like You (Instrumental) – 3:15

## Classifiche
| Classifica (2015) | Posizione massima |
| ----------------- | ----------------- |
| Australia         | 27                |
| Belgio (Fiandre)  | 71                |
| Francia           | 140               |
| Irlanda           | 38                |
| Regno Unito       | 11                |
| Repubblica Ceca   | 81                |
| Slovacchia        | 73                |

## Date di pubblicazione
| Paese         | Data di pubblicazione | Formato           | Etichetta |
| ------------- | --------------------- | ----------------- | --------- |
| Irlanda       | 25 settembre 2015     | Download digitale | Syco      |
| Regno Unito   | 25 settembre 2015     | Download digitale | Syco      |
| Australia     | 25 settembre 2015     | Download digitale | Sony      |
| Nuova Zelanda | 25 settembre 2015     | Download digitale | Sony      |